# Shane Douglas
Troy Shane Martin (født d. 21. november 1964), bedre kendt som "The Franchise" Shane Douglas, er en amerikansk fribryder. Shane Douglas har blandt andet wrestlet for WWF, WCW, TNA, ECW og XPW. 

## Biografi

### World Championship Wrestling (1999-2000, 2000-2001)
Shane Douglas vendte tilbage til WCW i 1999, denne gang som medlem af Revolution. Han dannede holdet sammen med Perry Saturn, Dean Malenko og Chris Benoit, og gruppens formål var at melde sig ud af USA, og indføre deres egne love og regler, udenfor amerikansk lovgivning. De fejdede derfor naturligvis mod den ærke-amerikanske Jim Duggan, og det kulminerede i en kamp ved WCW Starrcade 1999, hvor the Revolution mødte Jim Duggan og The Varsity Club. Revolution gik stille og roligt i opløsning, og da Vince Russo blev fyret fra sin position som manuskriptforfatter i januar 2000, blev også Shane Douglas, som var stor tilhænger af Russo, fyret. 

#### Xtreme Pro Wrestling
Shane Douglas dukkede op på et Xtreme Pro Wrestling show, i februar 2000. Efter titelkampen mellem Chris Candido og Damien Steele kom Shane Douglas til ringen for at svine sin tidligere arbejdsgiver WCW til, og hans had var især rettet mod Ric Flair. 